# オトメディウス エクセレント!
『オトメディウス X（エクセレント!）』は、コナミデジタルエンタテインメントより発売された横スクロールシューティングゲームである。2011年4月21日にXbox 360用として発売。

## 概要
アーケードゲーム「オトメディウス」およびその家庭用移植作である「オトメディウスG(ゴージャス!)」の続編。
同社の『グラディウス』および『パロディウス』シリーズの流れを汲んだゲームである。前作に引き続き、キャラクターデザインは吉崎観音が担当。
タイトルの通り、女性キャラクターを前面に押し出したデザインが特徴となっている。

## ゲームシステム
基本的なゲームシステムについては、オトメディウスのゲームシステムの項も参照。
ボタン設定は自機操作用とマルチプレイのエモーション用で共有されており、それぞれでボタン設定を重複させることはできない。以下のボタン表記はデフォルト設定の物を記載する。

### 自機の操作
グラディウスシリーズの他作と同様、ショットボタン（AまたはBボタン）で弾を発射し、敵を攻撃する。特定の敵編隊や赤い敵を倒した際に出現する「パワーカプセル」を取得すると、その数に応じ、画面下に表示されている「パワーアップメーター」が左から順に点灯して行く。希望する装備を示すゲージが点灯したところでパワーアップボタン（Xボタン）を押すと、対応する武器が装備され、同時にパワーアップメーターは消灯する。再度カプセルを取得することで別な武装を装備することも可能。
ショットボタンはショットとミサイル発射を兼ねており、グラディウスシリーズの他作と異なりミサイルボタンは存在しない。

### シールド
前作では残機制とシールドによるライフ制を併用していたが、本作では残機制となっている。
パワーアップメーター中に存在する「？」の項目を取得することでシールドを展開することも可能であり、この状態では4回まで敵の攻撃に耐えることが可能となる。シールドの耐久性の残量については、シールドの色、および大きさで確認する。具体的には、ダメージを受ける度に、シールドの色が青から紫、オレンジ、赤と変化する。また、シールド消失時には「ノーシールド、速やかにシールドを取得してください」という音声による警告も行われる。
ミスをしてしまった場合は、前作同様にその場で自機が復活する。パワーアップは全て失われるが、（パワーアップメーターの点灯・消灯にかかわらず）パワーカプセルを1つ所持した状態で再開される。またオプションを装備していた場合は、ミスした際に「オプションカプセル」という特殊なパワーカプセル（後述）に変化した状態で残存し、画面外へ消えるまでの間に取得することで直接再装備が可能である。

### 特殊武器
特殊武器ボタン（Yボタン）を押すことで使用できる。ボタンを押す時間によって、バーストカプセルのストックを使用する画面全体攻撃の「バースト」と、クールタイム経過で再使用可能なキャラクター固有攻撃の「プラトニックブレイク」を使い分けられる。
バースト
いわゆるボム。前作のクイックバーストに相当する。ゲームスタート時の所持数は2個で、特殊武器ボタンの短押しで使用する。画面内の全ての敵にダメージを与え、敵弾を消去する。使用後はしばらくの間は無敵状態になるため緊急回避に使える。ただし、当たり判定のある地形をすり抜けることは出来ない。使用回数はバーストカプセルを取得することで1回ずつ増加する。
なお、前作におけるドラマティックバーストは廃止され、後述するプラトニックブレイクに置き換えられた。
プラトニックブレイク
いわゆる溜め撃ち。特殊武器ボタンを一定時間（画面下、パワーアップメーターの上部にあるゲージが一杯になるまで）押して離すことで、使用キャラに応じた特殊攻撃が発動する。使用後は短い時間であるが再チャージが出来ない時間が存在する。
バーストと同じボタンを使用することや、前作のドラマティックバーストと効果が似ていることから、バーストと残使用回数を共有していると錯覚しがちであるが、独立した攻撃となっており、使用回数に限度はない。また、オプションが解除されるという制限も無くなっている。その代わり、倒した相手全てをパワーカプセルに変化させる効果も失われている。

### アイテム
特定の敵編隊を全滅させるか、特定の敵を倒すことで、以下のいずれかのアイテムが出現する。出現したアイテムは自機を接触させることで取得可能。
パワーカプセル
自機のパワーアップに使用する。従来のグラディウスシリーズと同じオレンジ色になっている。また、ステージ中での取得個数によって、ステージ終了時にボーナス得点を得られる。
バーストチャージカプセル
聖グラディウス学園の校章のマーク（羽根の生えた短剣の形状）。バーストの使用回数が1回増える。
エレメントジュエル
ボーナス得点を得ることができる。得られる点数はジュエルの色によって異なる。ジュエルは連続して拾う事により段々と色が変化していくが、一つ取り逃がす毎に一段階ずつ元に戻る。また、ステージ中での取得個数によって、ステージ終了時にもボーナス得点を得られる。
Gマーク
秘密時空組織Gのマーク（左右に羽根状の四本のラインが付与された、アルファベットの「G」）。自機残機が1機増える、1UPアイテム。
オプションカプセル
白い楕円形。現在のパワーアップゲージの状況にかかわらず、直接オプションが取得できる。他のアイテムと異なり、敵機の撃破では出現せず、ミスをした際にオプションを装備していた場合に、オプションが変化することで発生する。また、発生するとスクロールの状況にかかわらず画面左側へとゆっくり移動する。キャラクターを問わず形状は同一。
前作でのオプション放出→再回収のプロセスに相当するアイテムである。
ウェポンカード
新しい武装を入手することが出来る。他のアイテムと異なり、発生と同時に青い光となって自機に飛来し、自動的に回収される。

### 武装選択
本作では、ゲーム開始時、キャラクターを選択した後で装備している武装を組み替えることが可能となっている。
組み換えが可能な武装は、スピード、ミサイル、ダブル、レーザーの4カテゴリに分けられており、それぞれ同一のカテゴリ内で使用可能な武装を選択する。
中には同じ種類の武装であるが、レベル2、レベル3という強化型となった武装も存在する。上位レベルのものを装備した場合、ゲーム中で該当装備をパワーアップにて取得した後、パワーアップメーターの同じ位置を再度取得することで一段階上位のレベルのものに切り替えることが可能となる。ただし、レベル2、レベル3には制限時間があり、一定時間が経過すると一段階下位のものに自動的に切り替えられてしまう（レベル1には時間制限は無い）。レベル3はレベル2よりも制限時間が短い。
また、本作では、ゲーム中特定の敵を撃破することで「ウェポンカード」という特殊なアイテムが手に入ることがある。これはこの武装選択で使用可能な交換武装であり、次回以降のゲームで該当する武装が使用可能となる。ウェポンカードの出現位置、および対応する武装は、ステージや難易度で固定となっている。一度取得すれば全キャラクターで共通に使用可能であり、消費されることも無いが、キャラクターによっては特定の武装が装備できず、武装選択においても選択肢に出現しない。また、上記のレベル2、レベル3と言った上位レベルの武装は、対応する下位レベルの武装を既に取得していないと、取得しても使用することが出来ない。
なお、ウェポンカードは天使レベルの上昇でも取得することが可能である場合がある。
また、キャラクターによっては上記4カテゴリ以外に固定武装を持っていることがある。固定武装は武装選択の選択肢に出てこず、他の武装に切り替えることが出来ないが、対応するウェポンカードを取得することで自動的に上位レベルのものに切り替えられる。

### キャラクターの成長
ゲーム終了時、ゲームの結果に応じてキャラクターに経験値が与えられる。この経験値を一定以上集めることで「天使レベル」が上昇し、ウェポンカードを取得することが出来る。

## ゲームモード
ストーリーモード、マルチプレイ、スコアアタックの主要3ゲームモードと、リーダーボード(ランキング確認)、リプレイ再生、ダウンロード、ギャラリー、およびオプション（設定変更）の各モードから成る。前作でのオリジナルモードに対応するゲームモードは、本作では廃止となっている。

### ストーリーモード
予め決められた順番にステージを進攻し、本作のストーリーを追いかけるモード。一人プレイ専用。ランキング登録は行われない。
ゲーム開始時に、難易度をPRACTICE、EASY、NORMAL、EXPERTの4段階から選択する。いわゆる「2周目」は無く、最終ステージまで進攻した後はゲーム終了となる。コンティニュー等にも制限がなく、難易度はかなり抑えられている。

### マルチプレイ
一台の本体に複数のコントローラを接続するか、Xbox Liveを利用することで、最大3人でステージを進攻するモード。
ゲーム開始時に、難易度(EASY、NORMAL、EXPERT)、ステージ(全ステージまたは特定ステージ)、開始・終了周回数を設定することが可能となっている。
オンラインマルチプレイ時は「エモーションアイコン」を使用することで、キャラクターに対応するリアクションを取らせることが出来、簡単な意思疎通に利用することが出来るようになっている。
前作同様、ホストプレイヤー(オフラインマルチプレイ時はプレイヤー1)が全滅するまでの進行であり、コンティニューは出来ないが、ゲストプレイヤー(オフラインマルチプレイ時はプレイヤー2/3)はゲームが継続している限り、ゲームオーバーになっても何度でも再参加が可能となっている。

### スコアアタック
予め決められた順番にステージを進攻し、最終成績を競うモード。一人プレイ専用。Xbox Live接続時はランキング登録が行われる。
ゲーム難易度は「EXPERT」で固定となっている。最終ステージまで進攻した後は最初のステージに戻り、ゲーム難易度が上昇する(いわゆる「2周目」)。コンティニューは出来ない。

### その他のモード
リーダーボード
スコアアタックのオンラインランキングを確認することが出来る。総合ランキングの他、キャラクター別、天使レベル別、誕生月別、お気に入りキャラクター別のランキングが用意されている。
リプレイ
スコアアタックによって保存されたリプレイを再生することが出来る。
ダウンロード
Xbox Live マーケットプレイスに移動し、ダウンロードコンテンツの確認と購入を行う。
ギャラリー
設定資料画像等を閲覧することが出来る。閲覧可能な資料はゲームの進行によって増える。

### ダウンロードコンテンツ
前作や、他のXbox Live対応ソフトと同様、本作もXbox Live マーケットプレイスを利用した、有償・無償の追加コンテンツダウンロードによる拡張が行われている。
トレーラームービー
オープニングムービーを中心にゲーム画面を織り交ぜた構成となっているトレーラームービー。無償。
E3版トレーラームービー
E3 2010にて展示・公開されたトレーラームービー。E3 2010開催後の短い期間ダウンロード可能であった。構成は上記トレーラームービーと同一であるが、日本と海外における性的表現規制の違いから一部に修正が入った状態になっている。
オープニングムービー
ゲームのオープニングムービーを単独で鑑賞可能にしたもの。内容はゲームのものと同一である。無償。
カスタマイズBGMセット
ゲーム中のBGMを変更することができる。前作同様、現時点で発表されているものは、コナミの旧作シューティングのBGMの、社内外アレンジャーによるアレンジ集である。1セットあたり440MSP。
「亜乃亜パック」が、2011年6月24日配信開始。「マドカパック」「ティタパック」「華風魔パック」が、2011年7月27日配信開始。「ストラーフパック」が、2011年8月30日配信開始。「エスメラルダ&ポイニーパック」が、2011年9月21日配信開始。「ジオールパック」が、2011年10月11日配信開始。「トロンパック」が、2011年10月18日配信開始。「アーンヴァルパック」が、2011年10月25日配信開始。「ココロパック」が、2011年11月1日配信開始。
あくまで原曲の出典に基いたイメージ名称であり、どのキャラクターでも使用可能である。ダウンロード後、キャラクター・武装選択後のBGMパック選択画面にて切り替えることで使用可能。標準BGMに戻す場合も、同画面にて行う。
カスタムコスチュームキャラクター
各ゲームモードで使用可能なキャラクターの別コスチュームバージョン。基本的に性能は元キャラクターと同一で、成長度も共有している。オンライン協力プレイやリプレイ閲覧用の「カタログ」もあり、こちらは誰でもダウンロード可能となっている。
「ビックバイパー T-301 Ver.亜乃亜」が初回購入特典のダウンロードカードにてダウンロード可能。
「聖グラディウス学園の制服 Ver.空羽亜乃亜」「伝説の航空服 Ver.エリュー・トロン」が2011年11月8日配信開始。「王家のドレス Ver.マドカ」「吊るしのドレス Ver.ジオール・トゥイー」が2011年11月15日配信開始。「バクテリアン軍士官服 Ver.ティタ・ニューム」「レストラン制服 Ver.エスメラルダ」が2011年11月22日配信開始。「エプロンドレス Ver.ポイニー・クーン」「浴衣 Ver.アーンヴァル」が2011年11月29日配信開始。「聖グラディウス学園の体操服 Ver.月士花風魔」が2011年12月6日配信開始。各160MSP。
「ビックバイパー T-301～」以外は初期装備として、それぞれ追加武装を装備しており、購入後は元キャラクターでも使用可能となる。詳細は後述。
追加キャラクター
各ゲームモードで使用可能な追加キャラクター。一人当たり400MSP。また、オンライン協力プレイやリプレイ閲覧用の「カタログ」もあり、こちらは無償。
「ストラーフ」が2011年6月24日配信開始。「ココロ・ベルモンド」が2011年10月4日配信開始。詳細は後述。
ゲーマーアイコン
5人分1セット2種類が存在する。本作で初登場となったキャラクターが中心。80MSP。
追加ステージ
マルチプレイモードで使用可能な追加ステージ。追加後はステージ7の後に、EX-1、EX-2、EX-3の順で追加される。また、ALL(全ステージを通しでプレイする)が、追加ステージを含めないALLと、追加ステージも含めて通しでプレイするALL(EXTEND)に分割される。1ステージあたり480MSP。また、オンライン協力プレイやリプレイ閲覧用の「カタログ」もあり、こちらは無償。
2011年12月13日にEX-1ステージ「聖グラディウス学園」、2011年12月20日にEX-2ステージ「エビス星」、2011年12月27日にEX-3ステージ「どんぶり島」がそれぞれ配信開始。

## キャラクター
前作から引き続き登場するキャラクターについては、オトメディウスの項も参照されたし。

### プレイヤーキャラクター
オプションの表記については、記事中では便宜上、地形や敵装甲で移動を阻害されるものを「実体型」、移動が阻害されないものを「非実体型」と呼称している。
空羽亜乃亜（あおば あのあ） Aoba Anoa
声: 佐藤利奈
本作の主人公。秘密時空組織「G」に秘められた力を見出され天使となった地球人。聖グラディウス学園の2年生である。搭乗する戦闘騎はビックバイパー。ビックバイパーをイメージしたようなキャラクターデザインで、髪型はビックバイパーの機首を意識してか、前髪が二又に長く伸びたツインテールのような形状になっている。ゲーム中では青色の髪となっているが、通常時は黒髪。
パワーアップゲージは「スピード→ミサイル→ダブル→レーザー→オプション→？(シールド)」。オプションは非実体型で、自機の動きをトレースする形でスムーズに移動する。最大4体装備可能。
プラトニックブレイクは「ホーミングレーザー」。チャージ完了時にロックオンされた周囲の目標に向けて、追尾性能のあるレーザー弾を発射する。レーザー弾は着弾して炸裂するが、前作と異なり貫通性能が無く、途中で障害物に衝突するとそこに着弾する。ロックオンはチャージ完了時に行われるが、この時点でロックオン可能な敵が画面内に存在しない場合、そのままボタンを押し続けることで敵が出現した時点で改めてロックオンが行われる。最大6ロック。
ビックバイパー T-301 Ver.亜乃亜
初回購入特典のダウンロードカードにてダウンロード可能となる、別バージョン機体。グラディウスVの主人公機であるビックバイパー T-301がモチーフとなっている。性能は通常の亜乃亜と同一。
聖グラディウス学園の制服 Ver.空羽亜乃亜
ダウンロードコンテンツにて使用可能となる別バージョン機体。前作でも採用されていた、聖グラディウス学園の制服を着用した姿。性能は通常の亜乃亜と同一であるが、初期装備として「ベクトルレーザー」(飛行に伴って幅が広がる、大きな「＞」型のショット。レーザーカテゴリ)を装備しており、購入後は通常バージョンおよび「T-301」でも使用可能となる(後述するハイパー亜乃亜は別キャラ扱いのため使用できない)。
ハイパー亜乃亜
本作の終盤のある出来事で、天使を超えた存在となった亜乃亜。戦闘服まで含め、全身が白っぽい色になる他、頭の上には天使の輪、背中には光の羽が出現するという、名前通りの天使を思わせる姿に変貌する。戦闘騎もビックバイパーからグラディウス2の自機をモチーフにしたメタリオンに変化。ある条件を満たすことで使用可能になる。天使レベルは通常の亜乃亜とは別管理になる。
パワーアップゲージは「スピード→ミサイル→バックビーム→ダブル→アップレーザー→ダウンレーザー→(通常の)レーザー→オプション→？」と、通常のものから3段階増えて9段階になる。バックビーム、アップ・ダウンレーザーは固定武装であり、天使レベルの上昇によって高レベル装備が支給される。アップ・ダウンレーザーは汎用装備にも存在するが、本キャラクター用の固定武装は別枠で扱われることに注意が必要。バックビームはダブル・(通常の)レーザー、アップレーザーはダブル、ダウンレーザーはミサイル・ダブルとの排他使用となる。
オプションの特性は元と同じであるが、装備可能数は半減して2体となる(MSX版「グラディウス2」のオマージュ)。パワーアップゲージが長いためオプションやフォースフィールドの装備まで時間がかかること、固定武装の排他条件が複雑であること、オプションの装備可能数が少なくなることなどから、扱いには慣れが必要。
プラトニックブレイクは通常と同じ「ホーミングレーザー」であるが、追尾性能のあるミサイルを追加発射するようになっている。

エリュー・トロン Erul Tron
声: 下屋則子
惑星グラディウスからやってきたエースの天使。聖グラディウス学園の2年生であり、亜乃亜のルームメイトでもある。キャラクターモチーフは沙羅曼蛇、搭乗する戦闘騎はロードブリティッシュ。亜乃亜と同じくロードブリティッシュを意識したデザインになっており、同じく機首をイメージしたようなポニーテールのような髪型となっている。
パワーアップゲージは「スピード→ミサイル→ダブル→レーザー→オプション→？」。オプションは非実体型のマルチプル で、自機をトレースする形で直線的に移動する。最大4体装備可能。
プラトニックブレイクは「スプレッドスフィア」。前方に光弾を2発発射する。光弾は敵や地形に着弾して炸裂する他、一定距離をゆっくり進んだ後で分裂して小さい光弾になる。
伝説の航空服 Ver.エリュー・トロン
ダウンロードコンテンツにて使用可能となる別バージョン機体。「ツインビー」シリーズのパステルの服を着用した姿。性能は通常のトロンと同一であるが、初期装備として「ディスラプター」(攻撃力は低いが貫通性能を有する大口径ビーム砲。レーザーカテゴリ)を装備しており、購入後は通常バージョンでも使用可能となる。

マドカ Madoka
声: 石毛佐和
惑星「メル」出身の天使。飛び級で編入学したため、14歳でありながら聖グラディウス学園の1年生である。キャラクターモチーフはツインビーであり、同作に同名キャラが登場するが、本作とは別人。搭乗する戦闘騎はマードックバイパー2。前作ではスカート姿だったが、本作ではショートパンツ姿になっている他、大きい手袋を着用した姿になっている。
パワーアップゲージは「スピード→ダブル→レーザー→ミサイル→オプション→？」。オプションは実体型の「BEEユニット」で、前方の敵に対して自動的に回頭してショットを発射する。最大3体装備可能で、出現順にツインビー、ウインビー、グインビーと呼ばれており、実際にツインビーに登場する同名機体を意識した造形になっている。
プラトニックブレイクは支援機を召喚する「カモン☆シューティングスター」。名前のとおり、自機と同一の縦座標にシューティングスターを召喚する。シューティングスターは画面内をゆっくり飛びながら、スパークレーザー（貫通するレーザー砲）、ワイドブラスト（5WAYショット）の順に発射し、最後に小型支援機ルチアーノを伴って突進して画面外へ去って行く。
王家のドレス Ver.マドカ
ダウンロードコンテンツにて使用可能となる別バージョン機体。「ツインビー」シリーズのマドカの服を着用した姿。性能は通常のマドカと同一であるが、初期装備として「キャノン砲」(連射能力は低いが高威力なショット。ダブルカテゴリ)を装備しており、購入後は通常バージョンでも使用可能となる。

ジオール・トゥイー Diol Twee
声：生天目仁美
亜乃亜達のチームのリーダーであり、同時に先輩でもある聖グラディウス学園3年生の天使。キャラクターモチーフはXEXEX、搭乗する戦闘騎は同作の主人公機フリントロックをモチーフとしたセレニティバイパー。
パワーアップゲージは「スピード→ダブル→レーザー→ミサイル→オプション→？」。オプションは「フリント」で、ショットボタンを押している間は自機からの相対位置が固定される。実体型に見えるが非実体型。最大3体装備可能。
プラトニックブレイクは「フリント地獄突き」。前方に対して3本の触手を伸ばす。効果時間は一瞬だが、触手の通り道にあるもの全てに対して攻撃能力があり、攻撃力が非常に高い。
吊るしのドレス Ver.ジオール・トゥイー
ダウンロードコンテンツにて使用可能となる別バージョン機体。「XEXEX」のイレーネ姫を思わせる白いドレスを着用した姿。性能は通常のジオールと同一であるが、初期装備として「シャドウレーザー」(上下移動に伴って攻撃能力のある残像が発生するレーザー。レーザーカテゴリ)を装備しており、購入後は通常バージョンでも使用可能となる。

ティタ・ニューム Tita Nium
声: 広橋涼
聖グラディウス学園の1年生であり、学園理事長の娘。左目に「BC SYSTEM」と書かれたアイパッチを付けている。キャラクターモチーフはグラディウスシリーズのボス敵であるビッグコア。搭乗する戦闘騎はビッグコアエグザミナ。
パワーアップゲージは「スピード→レーザー→ダブル→オプション→ミサイル→？」。オプションは実体型の「ライディングコア」で、自機の後方上下に2つずつ固定された形で移動する他、ショットボタンを離した状態で前後(左右)に移動することで回頭する。最大4体装備可能で、作中では呼び出された順番に「フギン」「ムニン」「フレキ」と呼ばれている。4体目については名前が呼ばれないが、「ゲリ」であると思われる(いずれも北欧神話にてオーディンが連れている動物たちの名前)。形状は前作に登場したボス敵「ライディングコア・フギン&ムニン」そのもの。
プラトニックブレイクは「バーティカル・ビィム」。機体前後の4箇所に、垂直にレーザーの柱を出現させる。貫通性能があり、攻撃力が高い。
ステージ4で、オールド・ビッグコアを倒しステージクリアした後に「やっぱりご先祖様か…」と呟く演出がある。
バクテリアン軍士官服 Ver.ティタ・ニューム
ダウンロードコンテンツにて使用可能となる別バージョン機体。ゴーファー姉妹の服を着用した姿。性能は通常のティタと同一であるが、初期装備として「メガホン」(パロディウスシリーズの同名ベルパワーと同じく、前方に攻撃能力のある書き文字を発射する。ダブルカテゴリ)を装備しており、購入後は通常バージョンでも使用可能となる。

エスメラルダ Esmeralda
声: 伊藤静
前作「ゴージャス！」にて、戦局打開のためポイニーと共に他時空より送り込まれたエリート天使。その後聖グラディウス学園に編入学した模様であり、作中ムービーでは制服姿も見られる。キャラクターモチーフはグラディウス外伝のジェイドナイトであり、搭乗する戦闘騎もジェイドナイトである。初期状態では使用できず、ある条件を満たすことで使用可能となる。
パワーアップゲージは「スピード→レーザー→オプション→ダブル→ミサイル→？」。オプションは非実体型の「スネークオプション」であり、最後に入力したスティック/方向ボタンの方向に一直線に展開される。最大4体装備可能。前作と異なり、ある程度の距離移動を行わないと再展開が行われない。本作においてもラウンドレーザーとパルスレーザーは専用装備である。
プラトニックブレイクは「リングレーザー」。自機を中心に巨大なラウンドレーザーを発射するもの。
レストラン制服 Ver.エスメラルダ
ダウンロードコンテンツにて使用可能となる別バージョン機体。エンディングムービーで見られるファミレスの制服を着用した姿。性能は通常のエスメラルダと同一であるが、初期装備として「磁気イオン砲」(雷のような形状の、貫通性能を有する巨大なショット。連射性能はきわめて低いが威力が高い。レーザーカテゴリ)を装備しており、購入後は通常バージョンでも使用可能となる。

ポイニー・クーン Poini Coon
声: 後藤邑子
前作「ゴージャス！」にて、戦局打開のためエスメラルダと共に他時空より送り込まれたエリート天使。その後聖グラディウス学園に編入学した模様であり、作中ムービーでは制服姿も見られる。キャラクターモチーフはグラディウス外伝のファルシオンβであり、搭乗する戦闘騎もファルシオンβ。ある条件を満たすことで使用可能となる。特徴的な「グラディウス訛り」(英語のような口調)は、本作中の字幕では英語で表現されている。
パワーアップゲージは「スピード→オプション→ミサイル→ダブル→レーザー→？」。オプションは非実体型の「ローリングオプション」であり、自騎の周囲を反時計回りに周回し続ける。最大4体装備可能であり、最大数装備した状態でパワーアップメーターがオプションの位置にある状態でパワーアップボタン(Xボタン)を押し続けると、その間周回半径が大きくなる。前作で彼女とエスメラルダしか装備できなかったオートエイミングは、本作では汎用装備になった。
プラトニックブレイクは「グラビティイレイザー」。自機前方に円形の重力エリアを発生させる。見た目よりも攻撃能力がある範囲が狭いので、注意が必要。
エプロンドレス Ver.ポイニー・クーン
ダウンロードコンテンツにて使用可能となる別バージョン機体。名前の通りエプロンドレスを着用した姿(「レンガ村の伝統服」という説明文から、「エスパードリーム」のオマージュであると思われる。本体管理画面のキャプションは「アリス」)。性能は通常のポイニーと同一であるが、初期装備として「ブラックホール爆弾」(下方向に投下され、着弾して炸裂、長時間攻撃力を持つ黒い爆風を発生させる爆雷。ミサイルカテゴリ)を装備しており、購入後は通常バージョンでも使用可能となる。

アーンヴァル Arnval
声: 阿澄佳奈
本作における新規追加キャラクター。武装神姫からのゲスト出演。戦力増強のためにホビー用の小型ロボットを戦闘用に換装・改造して作成された、試作型「人工天使」である。特に聖グラディウス学園に通っているという設定は行われていないが、作中のムービーでは学園内で普通に活動している姿が見られる。搭乗する戦闘騎は「アンスリウム」。
パワーアップゲージは「スピード→ミサイル→オプション→ダブル→レーザー→？」。オプションは実体型の「フォーメーションオプション」であり、自機上下に2体ずつ、自機との相対位置が固定された状態で配置される。最大4体装備可能であり、最大数装備した状態でパワーアップメーターがオプションの位置にある状態でパワーアップボタン(Xボタン)を押し続けると、配置が上下に広がる。前作の「エモン・5」と同様の性能。
プラトニックブレイクは「ハイパーブラスト」。自機前方に向けて一直線にレーザー砲を発射する。地形等を貫通する性能があり、効果が終了するまでの間ダメージを与え続けることが出来る。
浴衣 Ver.アーンヴァル
ダウンロードコンテンツにて使用可能となる別バージョン機体。名前の通り浴衣を着用した姿(かつて限定販売された「ゆかたアーマー」がモチーフになっているものと思われる)。性能は通常のアーンヴァルと同一であるが、初期装備として「デュアルレーザー」(前後同時に発射されるレーザー。レーザーカテゴリ)を装備しており、購入後は通常バージョンでも使用可能となる。

ストラーフ Straf
声: 茅原実里
2011年6月24日に配信開始されたダウンロードコンテンツにて追加されるキャラクター。武装神姫からのゲスト出演。悪魔型ロボットを使用した2体目の「人工天使」である。アーンヴァル同様、特に聖グラディウス学園に通っているという設定は行われていないが、作中のムービーでは学園内で活動している姿が見られる。搭乗する戦闘騎は「ソーラーアサルト」の同名主人公機をモチーフとした「アルピニア」。
パワーアップゲージは「スピード→ミサイル→サイコムレーザー→レーザー→マインドブラスト→ダブル→オプション→？」と、通常のものより2段階増えて8段階となっている。「サイコムレーザー」「マインドブラスト」は本キャラクターの専用、かつ固定武装であり、それぞれ屈曲して緩やかに追尾する連装レーザーと、前方および斜め方向のいずれかにショットを発射するダブルショットとなっている。サイコムレーザーは汎用のレーザーカテゴリ、マインドブラストは汎用のダブルカテゴリ武装との排他使用となるが、その代わりにサイコムレーザーとダブルカテゴリ武装(マインドブラストも含む)、マインドブラストとレーザーカテゴリ武装(サイコムレーザーも含む)は同時に装備可能。いずれも、Lv2以上を入手した場合は使用可能になった段階で自動的に上位レベルのものに交換される。
オプションは非実体型の「ヴァリアブルオプション」であり、自機上方と下方に1体ずつ、自機を挟んで線対称の位置に配置される。ショットボタンを離した状態で前後移動することで自機の位置を中心にして回りこむように大きく移動し、同時に回頭する。これは他の回頭能力を持ったオプションと異なり、完全に後方を向かせることも出来る。最大2体装備可能。
プラトニックブレイクは「サイコムミサイル」。自機前方に6発のナイフのような形状のミサイルを発射する。ミサイルは自機前方で一瞬整列した後、前方の最寄りの標的に向かって高速で飛行する。貫通能力はなく、整列時も含めて途中で別な標的や地形等に着弾した場合はそこで消滅する。
月士華風魔 (げっし はなふうま) Gesshi Hanafuuma
声: 佐藤聡美
本作における新規追加キャラクター。戦力不足に陥ったGが招聘した退魔武者。他の天使と同様の戦闘服に、和風鎧の腰鎧のようなものを重ねて着用している。普段は聖グラディウス学園の生徒として暮らしている模様。キャラクターモチーフは月風魔伝。搭乗する戦闘騎はアクスレイをモチーフとした「波動剣」。
パワーアップゲージは「念動波→レーザー→スピード→？→ダブル→ミサイル」。「念動波」は本キャラクターの専用、かつ固定武装であり、正面3方向に小型のウェーブ型弾丸を発射するもの。Lv2以上を入手した場合、使用可能になった時点で自動的に上位レベルのものに交換される。オプションが装備できない、スピードがメーター左端ではなく3段階目、シールドがメーター右端ではなく4段階目という変則的な構成であるため、使用には慣れが必要。
プラトニックブレイクは『トライゴン』の「ドラゴンレーザー」。華風魔は「竜光波」と呼称している。半透明の龍の形をしたエネルギー波を発射する。エネルギー波には追尾性能があり、最寄りの敵に向かって飛行する。
聖グラディウス学園の体操服 Ver.月士華風魔
ダウンロードコンテンツにて使用可能となる別バージョン機体。エンディングムービーで見られる、聖グラディウス学園の体操服を着用した姿。性能は通常の華風魔と同一であるが、初期装備として「2ウェイバック」(後方斜め上下同時に発射されるミサイル。ミサイルカテゴリ)を装備しており、購入後は通常バージョンでも使用可能となる。

ココロ・ベルモンド Kokoro Belmondo
声: 原田ひとみ
本作における新規追加キャラクター。2011年10月4日に配信開始されたダウンロードコンテンツにて追加される。武者修行に出たエモン・5の代替要員として派遣された、バンパイアハンターの中学一年生。他のキャラクターと同様の戦闘服に、いわゆる「かぼちゃパンツ」のような膨らみが付いた格好をしている。キャラクターモチーフは悪魔城ドラキュラ。搭乗する戦闘騎は「スタウロス」。
パワーアップゲージは「スピード→ビームウィップ→ミサイル→レーザー→ダブル→オプション→？」と、通常のものより1段階増えて7段階となっている。「ビームウィップ」は本キャラクターの専用、かつ固定武装であり、上下移動に滑らかに追随するレーザーを発射するものである。汎用のレーザー、ダブルとの排他使用。この他、ミサイルとして「ホーリーウォーター」(斜め下に投下され、着弾して炸裂する)、レーザーとして「ビームクロス」(「リフレックスリング」のように一定距離飛行した後自機まで戻ってくる十字架型のショット)、ダブルとして「アックス」(放物線を描いて飛行するショット。連射は効かないが攻撃力が非常に高い)を装備しており、これらは汎用カテゴリであるが他に装備できるキャラが居ないため事実上の専用武装となっており、それぞれが悪魔城ドラキュラシリーズのメイン武器であるヴァンパイアキラーと各サブウェポンをモチーフにしている。
オプションは「トライゴン」であり、自機周辺に1体のみ配置される。移動することで最終移動方向の反対側に移動し、同時に回頭する。これは他の回頭能力を持ったオプションと異なり、完全に後方を向かせることも出来る。他のオプションと異なり、自機のパワーアップ状態に関わらず発射するショットは一定であるが、取得後、さらにパワーアップゲージの「オプション」を取得することで、ショットが2段階にパワーアップする。ただし、トライゴンのパワーアップ状態はオプションカプセルには反映されない。実体型に見えるが非実体型。
プラトニックブレイクは「ライトニングソード」。巨大な剣の形をした極太のレーザー砲を発射する。地形を貫通する他、自機直前で上下に広がった部分や、自機後方にはみ出した部分にも攻撃能力がある。

### ボスキャラクター
前作同様ボス戦には時間制限があり、それ以内に倒せなくてもステージクリアにはなる。ただし、当然ながら撃破点は得られない。
ネコ船長 Neko-Sencho
声: 石毛佐和
ステージ1のボス。自称「陸海空万能ネコ様」、いわゆるネコミミ少女。「ミラードコア」を操る。キャラクターのモチーフは、『パロディウス』ズに登場した「ネコ戦艦」。
T.B.リカ T.B.Rika
声: 原田ひとみ
ステージ2のボス。「トライポッドコア」を操る。聖グラディウス学園の教師であるが、その実態はバクテリアンのスパイ。モチーフは『パロディウス』シリーズに登場する「ちちびんたリカ」、容姿は白衣を着た女教師だが、交戦時の台詞やBGMにモチーフ元を伺う事が出来る。
竜骨鬼 Ryukotsuki
声: 佐藤聡美
ステージ3のボス。「サーペントコア」を操る。画面内を縦横無尽に高速で飛び回る難敵。モチーフは『月風魔伝』のラスボス「竜骨鬼」だが、彼女は竜骨鬼一族の雌の個体で華風魔の魂を狙っているという設定。登場時のセリフは華風魔使用時には専用のものになる。
オールドビッグコア Old Big Core
ステージ4のボス。遺跡化した旧時代（惑星グラディウスで超時空戦闘機が現存していた時代）のビッグコア。その実像はクリア時の演出で明らかになる。
藤崎詩織 Fujisaki Shiori
声: 金月真美
ステージ5のボス。『ときめきメモリアル』に登場するヒロインと同名だが、髪は赤く制服は黒くなっている。「ライディングコア・ヘブンズゲート」を操る。殺意は皆無で、天使たちとの交戦はスポーツでの勝負の感覚に近いものを持っている。彼女がなぜライディングコアの操縦者として選択されたのかは作中では語られていない。
ルビー&コバルト Ruby & Cobalt
声: 阿澄佳奈(ルビー)、下屋則子(コバルト)
ステージ6のボス。バニーガールの姿をしたバクテリアンの戦闘員達であり、ティタやメタ系列の戦闘員の最新鋭タイプである。「ライディングコア・メタルスレイブ」を操る。モチーフは見た目のまま『パロディウス』シリーズの「ひかる&あかね」。
ダークフォース Dark Force
声: 金元寿子
ステージ7および8のボス。大宇宙の破壊の意志そのものであり、バクテリアンの母親とも言える存在。プレイヤーが直接交戦するのは幼生状態であるが、この状態でも高い戦闘力を持つ。
ステージ7では第1形態は天使達の戦闘騎を模した「ブラックバイパー」、第2形態は「デスブリンガー」。ステージ8では武装は装着せず、生身の状態。
コナミレディ Konami Lady
声:佐藤利奈
2011年12月13日に追加されたEX-1ステージ「聖グラディウス学園」のボス。『コナミワイワイワールド』からのゲスト出演で、『スクランブル』の自機を操る。本作では秘密時空組織「G」の教官という設定。
エモン・8 Emon・8
声:笠原留美
2011年12月20日に追加されたEX-2ステージ「エビス星」のボス。モチーフは『がんばれゴエモン』シリーズに登場するくノ一「ヤエ」。『がんばれゴエモン』シリーズに登場する「ビスマルエレガント」をモチーフにした飛行型ロボット「BisumaruX（ビスマルエクセレント）」を操る。本作で登場しないエモン・5を秘密時空組織「G」から追放したと思い込んで攻撃してくる。
パステル Pastel
声:椎名へきる
2011年12月27日に追加されたEX-3ステージ「どんぶり島」のボス。『ツインビー』シリーズのヒロイン「パステル」本人。彼女の愛機である「ウィンビー（声:西原久美子）」との戦闘となる。パステル自体は全く敵意はないが、ウィンビーが突然暴走してプレイヤーを攻撃してくる。

### その他のキャラクター
オペレッタ
声: 島本須美
秘密時空組織「G」のオペレーティングシステム。
ゴーファー姉妹 (R.B.ゴーファー、L.B.ゴーファー) R.B.Gofa, L.B.Gofa
声: 島本須美
前作から引き続き登場。前作の事件の首謀者であった。本作ではライディングコア・テトランを操り、ステージ2の序盤と後半で二度交戦することになる。撃破は出来ないが、遮蔽板の破壊に成功すると高得点のボーナスが入る。ただし耐久度はきわめて高い。
メタ・リューム Meta Lium
声: 広橋涼
前作から引き続き登場。本作でもブラックビッグコアを駆り姿を現すが…。
ヴェノム
声: 相沢正輝
秘密時空組織「G」の艦隊の司令官。作中では要所にてセリフのみが登場する。モチーフはグラディウス2のヴェノム博士であり、容姿も共通している。

## ステージ構成
| ステージ | 内容               | 解説 | ステージ曲                      | 中ボス                                                                  | 中ボス曲 | ボス                                | ボス曲                                                                                  |
| -------- | ------------------ | --- | ------------------------------- | ----------------------------------------------------------------------- | --- | ----------------------------------- | --------------------------------------------------------------------------------------- |
| 1        | 湾岸               | 水上ステージ。遠近によりわかり辛いが、水面すれすれを高速でスクロールしている。 | - Meteoric swarm                |                                                                         | | - ミラードコア                      | - Runaway                                                                               |
| 2        | ハイウェイ         | 高速道路が舞台。このステージも高速スクロールだが、障害物である自動車は、自機と同じ方向を走行しているためゆっくり移動しているように見える、またスクランブルハッチが設置されている自動車もある。途中二度に渡りテトランと交戦するが、遮蔽版以外は破壊できない。一度目のテトラン戦後と終盤は通常スクロールとなる。 | - Speed                         | - テトラン                                                              | | - トライポットコア                  | - Falling rock                                                                          |
| 3        | 洞窟               | 中盤上下にルートが分岐する。上ルートは『グラディウス外伝』ステージ3の水晶と同じくレーザーを屈折させる水晶が随所に配置されている。下ルートでは岩壁を破壊して進行する。 | - The red hot burning hell      |                                                                         | | - サーペントコア                    | - Fallen leaves                                                                         |
| 4        | 古代遺跡           | 前半は『グラディウス2』ステージ3と同じく支柱を破壊しながら進んでいくが、選択を間違うと天井に押しつぶされる。ボスとの対決地点は遺跡化し埋もれたビッグコアの遮蔽版がある箇所。 | - Rush and rush                 | - ブラッグビッグコア                                                    | | - オールドビッグコア                | - Shower of star                                                                        |
| 5        | 艦隊戦             | 地球上空で繰り広げられる艦隊戦、戦艦のデザインは『コズミックウォーズ』に登場する艦艇を基にしている。敵艦から発進する中型機は、コア系ボスと同じくコアを撃たなければ撃破出来ない。ボスは奇数周と偶数周とではデザインが異なるが、攻撃パターンは同じ。                                                             | - Decisive battle               |                                                                         | | - ヘブンズゲート                    | - Wave that comes                                                                       |
| 6        | ボスラッシュ       | 伝統のボスラッシュステージ。前作のバーサスミッションと同じく、ザブラッシュではなくザブも含めた通常の敵変態がカプセルの供給役である。登場する全てのボスに専用BGMがある。 | - Floating in the universe      | - ペルラ・メラルダ - ネオビッグコア - デリンジャーコア - ミスフィッツ艦 | - Gear（ペルラ・メラルダ） - Erosion（ネオビッグコア） - Scatterd particle（デリンジャーコア） - Whirlpool（ミスフィッツ艦） | - メタルスレイブ                    | - Dark cherry                                                                           |
| 7        | 要塞               | 序盤はザブと競りあがる地形。中盤は高速ステージで、中型ダッカーが行く手をさえぎる。ボスは2段階に変身する。 | - he movement of water on earth | - ゲートキーパー                                                        | - Battle on wall | - ブラックバイパー - デスブリンガー | - Big viper（ブラッグバイパー） - Nightmare at the end of the century（デスブリンガー） |
| 8        | 地球上空           | 前半は艦隊の残骸。『グラディウス外伝』ステージ2と同じくスクラップによるトラップが存在する。後半は大気圏に突入し、ビッグコアとの連戦をへてダークフォース本体との一騎討ち。 | - Beam of hope                  |                                                                         | | - ダークフォース                    | - Revive                                                                                |
| EX-1     | 聖グラディウス学園 | 前半は学園の校庭にてペンギン達との交戦を経て、プールから地下の訓練施設へは下方向にスクロール。後半は登場順に『迷宮寺院ダババ』の「大顔仏」、『魔城伝説II ガリウスの迷宮』の「ボニードラゴン」、『月風魔伝』の「月風魔」が敵として登場する。                                                                    | - Classical treasure medley     |                                                                         | | - スペースシップ                    | - Rhapsody for Konami Lady                                                              |
| EX-2     | エビス星           | エモン・5の故郷。モチーフは『がんばれゴエモン』で、背景や敵キャラもそれにあわせている。前半は城下町、後半は城内となっており、天守閣にいたる際、変則的な縦スクロールとなる。 | - Goemon fantasy                |                                                                         | | - ビスマルエクセレント              | - Kunoichi contraption                                                                  |
| EX-3     | どんぶり島         | 『ツインビー』シリーズの舞台「どんぶり島」が舞台。前半は上下ループの迷路。中盤はショットを打ち込むことで押し出せる壁。後半はモノレールを避けながら軌道を下っていく。 | - Pastel fairy island           |                                                                         | | - ウィンビー                        | - Twin pink punker                                                                      |

## 備考
- 当初は2010年秋の発売予定であったが、開発の遅れを理由に2011年3月24日に延期となった経緯がある。また、同日からさらに東北地方太平洋沖地震の発生に伴い4月21日に延期になっている。

## 主題歌
OPテーマ『fly』
作詞 - ？ / 作曲・編曲 - ？ / 歌 - 佐藤利奈、阿澄佳奈、原田ひとみ、茅原実里、佐藤聡美
EDテーマ『オトメティック』
作詞：？、作曲：？、編曲：？、歌：下屋則子、石毛佐和